# Christian Selmer

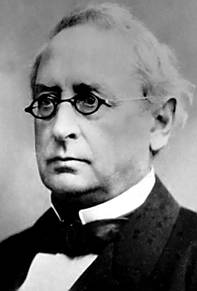
Christian August Selmer

Christian August Selmer (* 16. November 1816 in Fredrikshald; † 1. September 1889 in Bygdøy) war ein norwegischer Jurist und Politiker.

## Leben
Seine Eltern waren der Großhandelskaufmann Johan Christian Selmer (1783–1830) und dessen Ehefrau Johanne Ditlevine Michea Vsibe (1788–1879). Am 24. Dezember 1848 heiratete er Anna Sylvia Leganger (4. Oktober 1825 – 5. Januar 1896), Tochter des Sorenskrivers Henrik Leganger (1788–1874) und dessen Frau Christiane Cathrine Dass (1794–1865).
Selmer wuchs in Halden auf und begann 1837 ein juristisches Studium, das er 1842 mit Auszeichnung abschloss. Er begann seine Laufbahn zunächst als Beauftragter des Sorenskrivers in Hedmark, wurde dann 1846 in Christiania Kopist: zuerst im Justizdepartement, später im Finanzdepartement. 1849 wurde er Beauftragter des Prokurators P. A. Midelfart in Drammen. Diese Stellung übernahm er zwei Jahre später. 1862 bis 1874 war er Byfogd in Drammen. Bis 1872 war er dort gleichzeitig Bürgermeister.
Politisch hatte Selmer keine Ambitionen. Nur aus Pflichtgefühl heraus ließ er sich 1870 als Stortings-Abgeordneter für Drammen wählen und sich 1873 zur Wiederwahl aufstellen. Ebenso übernahm er ohne Ehrgeiz 1874 das Amt des Armeeministers. Als Abgeordneter wandte er sich gegen die Ausweitung des Wahlrechts und gegen die Zulassung der Regierungsmitglieder zu den Stortingssitzungen, da er eine Verschiebung des von der Verfassung vorgegebenen Machtgleichgewichts im Zusammenhang mit der Gewaltenteilung befürchtete. Als leidenschaftlicher Anhänger des bestehenden Systems wurde er bald in die Regierung berufen. Als er 1880 zur Nachfolge Stangs als Staatsminister berufen wurde, geschah dies, weil ihn der König als ihm gegenüber besonders loyal betrachtete – im Gegensatz zu Stang. Sowohl für die Høyre als auch für die Venstre galt er als politisches Leichtgewicht, und es gelang ihm nicht, seiner Amtszeit eine persönliche Prägung zu geben. Sein schwaches Herz führte auch dazu, dass er vielen Kabinettssitzungen fernbleiben musste.
Die Mehrheit der Venstre im Storting versuchte einen Regierungswechsel dadurch zu erzwingen, dass sie die Stellung seiner Regierung durch Ablehnung aller Haushaltsbewilligungen und durch Beschlüsse, die in die Verwaltung eingriffen, unhaltbar zu machen suchte. Außerdem verfolgte sie die früheren Anträge weiter, die Minister vor das Storting zitieren zu können. Der König hatte diese Beschlüsse jedes Mal zurückgewiesen. Nachdem der entsprechende Beschluss gleichlautend zum dritten Mal gefasst und zum dritten Mal zurückgewiesen worden war, entwickelte sich daraus ein Verfassungskonflikt, der als „Staatsratssache“ in die norwegische Verfassungsgeschichte eingegangen ist. Die Regierung erwartete, dass sich ein stetig wachsender Teil der Bevölkerung gegen den aggressiven nationalistischen Kurs der Venstre und deren Angriff auf die bestehende Gesellschaftsordnung wenden würde. Aber die Wahl zum Storting von 1882 geriet zu einer erneuten Niederlage der Regierung. Venstre obsiegte in vielen traditionell zur Høyre zählenden Orten. Venstre erhielt die Reichsgerichts-Mehrheit: Sämtliche Sitze im Lagting und die Mehrheit im Odelsting fielen ihr zu. Aber Selmer war fest entschlossen, den Kampf bis zur nächsten Wahl fortzusetzen und vertraute auf den Rückhalt beim König, und es kam zum neuerlichen Streit zwischen königlicher Regierung und dem Storting, ob dem König ein absolutes Vetorecht bei verfassungsändernden Gesetzen zukomme. Es kam in der Folgezeit zu weiteren Konflikten, in denen sich das Storting als in seinen Rechten verletzt ansah.
Die Weigerung der Regierung unter Selmer, dem König die Billigung des Gesetzesbeschlusses zu empfehlen, führte zu einer Anklage gegen alle Regierungsmitglieder vor dem Reichsgericht und zu deren Verurteilung und damit zum Amtsverlust. Die Frage war nun, ob der König sich dem Urteil unterwerfen würde. Denn nach der Verfassung setzte der König die Regierung ein. Dann konnte weder das Storting noch das Reichsgericht die Regierung absetzen. Eine Annahme des Urteils durch den König bedeutete den Übergang zum Parlamentarismus mit der Ministerverantwortlichkeit vor dem Storting. Dies sah Selmer als eine Revolution an, die es notfalls sogar mit militärischen Mitteln zu bekämpfen galt. Er war auch der Auffassung, dass sich der König über das Urteil des Reichsgerichts hinwegsetzen solle. Doch die übrigen Regierungsmitglieder zwangen den König, das Urteil vom 27. Februar 1884 anzuerkennen, und Selmer trat daraufhin am 1. März 1884 zurück und erhielt am 11. März seinen Abschied.
Selmer ließ sich aber nicht entmutigen und stellte sich zur Wahl eines Vorsitzenden für die 1884 neu gegründete Partei „Høyre“. Er sah sich als Märtyrer für die richtige Sache in einem rein politischen Prozess. Er erhielt aber nur neun Stimmen. Die Partei verwarf das politische System von Frederik Stang, für welches Selmer eingetreten war, und wandte sich der moderat-konservativen Politik Emil Stangs zu.
Danach bekleidete er das Amt eines Generalauditeurs für das Heer und die Marine.
Er erhielt 1880 das Großkreuz des Nordstern-Ordens, 1882 den St.-Olavsorden und wurde auch Ritter des Serafinen-Ordens.